# Fippataleyrodes
Fippataleyrodes is een geslacht van halfvleugeligen (Hemiptera) uit de familie witte vliegen (Aleyrodidae), onderfamilie Aleyrodinae.
De wetenschappelijke naam van dit geslacht is voor het eerst geldig gepubliceerd door Sundararaj & David in 1992. De typesoort is Fippataleyrodes indica.

## Soorten
Fippataleyrodes omvat de volgende soorten:
- Fippataleyrodes cinnamomi Dubey & Sundararaj, 2005
- Fippataleyrodes indica Sundararaj & David, 1992
- Fippataleyrodes litseae Sundararaj & David, 1992
- Fippataleyrodes multipori Dubey & Sundararaj, 2005
- Fippataleyrodes yellapurensis Dubey & Sundararaj, 2005